# Воронин, Юрий Дмитриевич
Юрий Дмитриевич Воронин (23 апреля 1913, Инза, Симбирская губерния — 1989) — советский организатор сельскохозяйственного производства, Герой Социалистического Труда (01.04.1948).

## Биография
Родился 23 апреля 1913 г. в селе Китовка Карсунского уезда в крестьянской семье. В конце 20-х годов с семьёй переехал в Таджикистан.
Окончил сельскохозяйственный техникум, работал агрономом по семеноводству в хлопководческом совхозе «Семеновод».
Участник войны.
Член КПСС с 1946 года.
Окончил Таджикский СХИ (заочное отделение).
После войны — агроном, главный агроном, директор совхоза «Семеновод».
С 1950 года директор совхоза им. Куйбышева, который затем был реорганизован в совхоз-техникум им. Куйбышева Курган-Тюбинского района Таджикской ССР.
В 1965—1967 гг. в среднем за год получил урожай тонковолокнистого хлопка 32,7 ц/га на площади 3400 га.
Депутат Верховного Совета Таджикской ССР 3-го созыва. Член ЦК Компартии Таджикистана в 1958—1963, кандидат в члены ЦК в 1956—1968 и с 1963 г.
В 1962—1963 годах первый секретарь Курган-Тюбинского горкома КП Таджикистана.
Герой Социалистического Труда (1948). Награждён двумя орденами Ленина, орденом Отечественной войны II степени, 3 орденами Трудового Красного Знамени, двумя орденами «Знак Почёта», 3 медалями СССР, медалями ВСХВ и ВДНХ.
Кандидат экономических наук.
С 1977 г. на пенсии.
Умер в 1989 году.